# Defense Production Act
Der Defense Production Act ist ein US-Bundesgesetz aus dem Jahr 1950.
Das Gesetz wurde anlässlich des Koreakrieges beschlossen. Es bevollmächtigt den US-Präsidenten, Industriebetriebe zur Produktion bestimmter Güter zu verpflichten.
Während der COVID-19-Pandemie wurden Unternehmen auf Basis dieses Gesetzes zur Herstellung von medizinischen Geräten und Schutzmasken verpflichtet. So wurde das Gesetz ab 27. März 2020 angewendet, um den Automobilhersteller General Motors zur Produktion von Beatmungsgeräten zu zwingen. Am 2. April wurde 3M verpflichtet, Gesichtsmasken herzustellen.
Anfang April 2020 wurden 600 Beatmungsgeräte aus China, die für Brasilien bestimmt waren und in Miami zwischengelandet waren, unter diesem Gesetz an die amerikanische Regierung verkauft.
Der Defense Production Act wurde sowohl von US-Präsident Donald Trump als auch von seinem Nachfolger Joe Biden benutzt, um strenge Exportrestriktionen bis hin zu einem Exportverbot sowohl für die COVID-19-Impfstoffe als auch für wichtige Grundmaterialien für die Impfstoffherstellung zu verhängen. Im Mai 2021 forderte der französische Präsident Emmanuel Macron von den USA und Großbritannien ein Ende des Exportstopps für Corona-Impfstoffe und ihre Grundstoffe.